# Lawton (Míchigan)
Lawton es una villa ubicada en el condado de Van Buren en el estado estadounidense de Míchigan. En el Censo de 2010 tenía una población de 1900 habitantes y una densidad poblacional de 311,5 personas por km².

## Geografía
Lawton se encuentra ubicada en las coordenadas 42°10′2″N 85°50′47″O / 42.16722, -85.84639. Según la Oficina del Censo de los Estados Unidos, Lawton tiene una superficie total de 6.1 km², de la cual 6.01 km² corresponden a tierra firme y (1.49%) 0.09 km² es agua.

## Demografía
Según el censo de 2010, había 1900 personas residiendo en Lawton. La densidad de población era de 311,5 hab./km². De los 1900 habitantes, Lawton estaba compuesto por el 91% blancos, el 0.68% eran afroamericanos, el 0.95% eran amerindios, el 0.05% eran asiáticos, el 0% eran isleños del Pacífico, el 5.58% eran de otras razas y el 1.74% pertenecían a dos o más razas. Del total de la población el 9.84% eran hispanos o latinos de cualquier raza.